# Quercus glauca
Quercus glauca là một loài thực vật có hoa trong họ Cử. Loài này được Thunb. miêu tả khoa học đầu tiên năm 1784.

## Hình ảnh

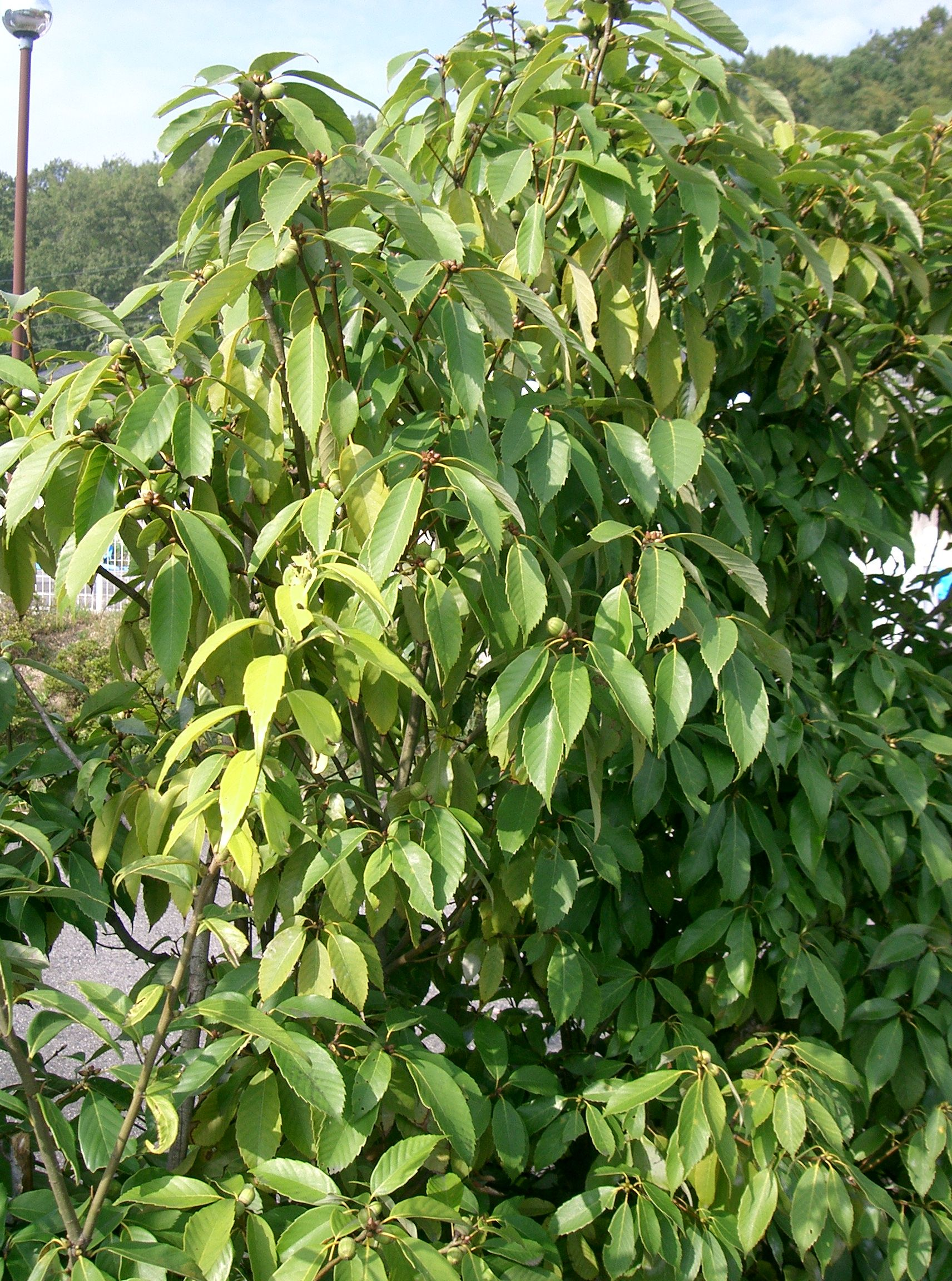
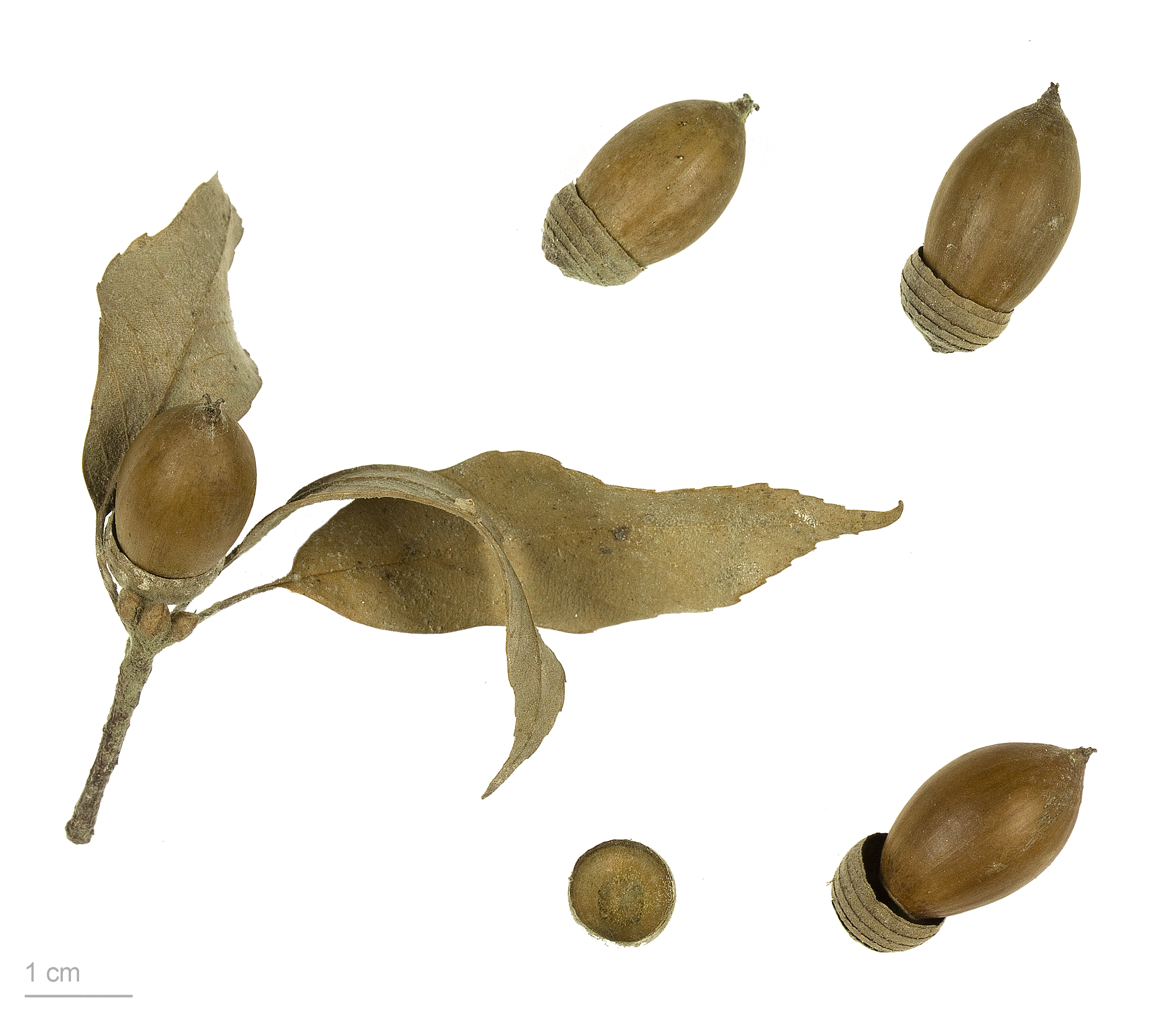
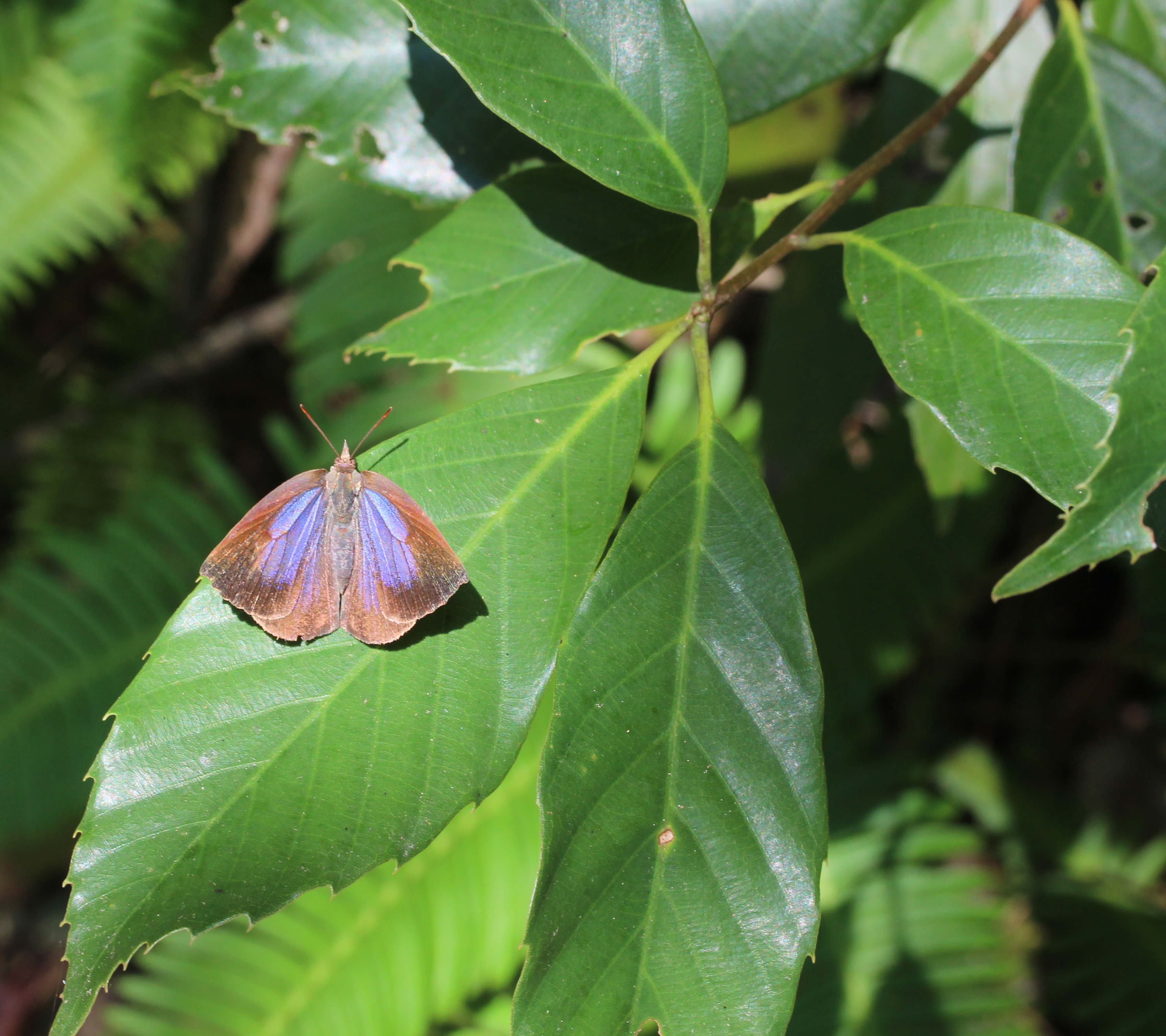
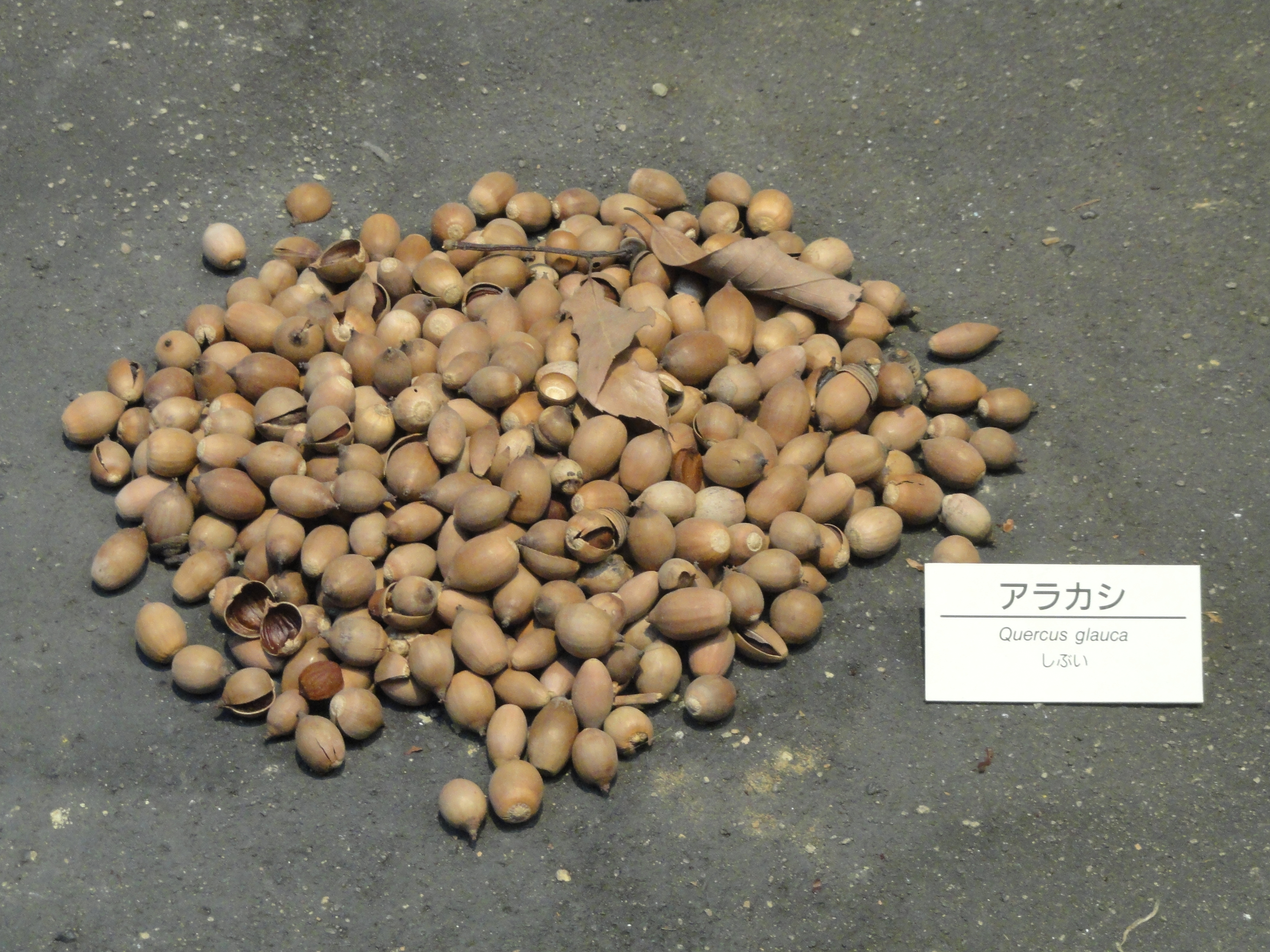